# Стеван Лубурич
 Стеван Лубурич  (серб. Стеван Лубурић / Stevan Luburić, нар. 16 вересня 1904, Белград  — пом. 8 січня 1970, там само) —  югославський футболіст, що грав на позиції нападника. Відомий виступами за клуб «Югославія», а також національну збірну Югославії. Дворазовий чемпіон Югославії. 

## Клубна кар'єра
Є вихованцем футбольного клубу «Югославія». У 1922, 1923, 1924, 1925, 1926, 1928 і 1932 роках ставав з командою чемпіоном Белграда. 
Починаючи з 1923 року в країні почав проводитись національний чемпіонат, куди потрапляли найсильніші клуби регіональних змагань. У першому розіграші «Югославія» вибула у півфіналі. Натомість у чемпіонаті 1924 року здобула перемогу. На шляху до фіналу команда здолала «Славію» (Осієк) (5:2) і «Сомборський» (6:1), а у головному матчі перемогла «Хайдук» (Спліт) з рахунком 2:1. У кожному з матчів Лубурич забивав по голу. 
У 1925 році «Югославія» повторила свій успіх. З однаковим рахунком 3:2 клуб послідовно переміг «Хайдук» (Спліт), «Славію» (Осієк) і «Граджянскі» (Загреб). Лідерами команди у чемпіонських сезонах разом з Лубуричем були Милутин Івкович, Бранко Петрович, Алоїз Махек, Драган Йованович, Душан Петкович, Бранислав Секулич та інші. 
У наступному році «Югославія» посіла друге місце, програвши у фіналі «Граджянскі» (1:2), а ще через рік клуб вперше не потрапив до фінального турніру, програвши САШКу у кваліфікації. В команді відбувалась зміна поколінь. Наступного разу клуб зумів потрапити в трійку призерів у 1929 році, коли посів третє місце. Через рік «Югославія» стала другою. 
Загалом у складі «Югославії» зіграв 294 матчі і забив 146 м'ячів. За кількістю зіграних матчів у складі клубу поступається лише Бранко Петровичу, у якого 308 матчів.
Завершував кар'єру в команді «Борац» (Белград). 
З 1941 по 1945 рік перебував у німецькому полоні. З 1945 року працював у союзі тренерів. 1959 року пішов з футболу. 
| Дата       | Місто    | Господарі      | Результат | Гості     | Турнір                  | Голи | Примітки |
| ---------- | -------- | -------------- | --------- | --------- | ----------------------- | ---- | -------- |
| 28.10.1925 | Прага    | Чехословаччина | 7 – 0     | Югославія | товариський матч        | -    |          |
| 30.05.1926 | Загреб   | Югославія      | 3 – 1     | Болгарія  | товариський матч        | -    | 46'      |
| 10.05.1927 | Бухарест | Румунія        | 0 – 3     | Югославія | Кубок короля Олександра | -    |          |
| 15.05.1927 | Софія    | Болгарія       | 0 – 2     | Югославія | товариський матч        | 1    |          |
| 13.04.1930 | Белград  | Югославія      | 6 – 1     | Болгарія  | товариський матч        | -    |          |
| 04.05.1930 | Белград  | Югославія      | 2 – 1     | Румунія   | Кубок короля Олександра | -    |          |
| Усього     |          | Матчів         | 6         |           | Голів                   | 1    |          |

## Трофеї і досягнення
- Чемпіон Югославії: 1925, 1925
- Срібний призер чемпіонату Югославії: 1926, 1930
- Чемпіон футбольної асоціації Белграда: 1922, 1923, 1924, 1925, 1926, 1928, 1932
- Переможець Кубка Югославської федерації: 1927